# Vân tước tai đen
Vân tước tai đen (danh pháp hai phần: Eremopterix australis) là một loài chim thuộc Họ Sơn ca. Nó được tìm thấy ở Botswana, Namibia và Nam Phi. Môi trường sống tự nhiên của nó là vùng cây bụi khô cận nhiệt đới hoặc nhiệt đới và thảo nguyên đất thấp khô cận nhiệt đới hoặc nhiệt đới.